# Тофан, Ефим Исидорович
Ефим Сидорович Тофан  (1919 — 30 марта 1971 года) — участник Великой Отечественной войны, председатель колхоза имени Ворошилова Флорештского района Молдавской ССР. Герой Социалистического Труда (15.02.1957).

## Биография
Родился в 1919 году в селе Гура-Каменчий (Гура-Каменка) Сорокского уезда Бессарабии в составе Румынии, ныне — Флорештского района Молдавии, в бедной крестьянской семье. Молдаванин. С раннего возраста батрачил у помещика и священнослужителя.
В 1940 году Бессарабия вернулась в состав Советского Союза с образованием Молдавской ССР. Ефим Тофан оказался среди советских активистов, его избрали первым председателем исполкома Гура-Каменского сельсовета (1940—1941).
В годы румынско-немецкой оккупации республики (1941—1944) был репрессирован захватчиками, осуждён к 25 годам заключения. После освобождения Молдавии мобилизован в Красную Армию, участник Великой Отечественной войны, отмечен боевыми наградами.
После демобилизации из армии вновь трудился на посту председателя Гура-Каменского, а затем Фрумушикского сельского Советов депутатов трудящихся, активно участвовал в создании колхозов.
В 1948 году избран председателем колхоза имени Ворошилова Флорештского района (центральная усадьба — село Фрумушика). В 1951 году вступил в ВКП(б)/КПСС.
Ефим Сидорович проявил себя как способный организатор сельскохозяйственного производства, приложил много усилий для организационно-хозяйственного укрепления колхоза, ставшего к концу 1950-х годов одним из передовых в республике. Особенно высокие показатели были достигнуты в 1956 году. На сто гектаров сельскохозяйственных угодий хозяйство произвело по 284 центнера молока, по 32 центнера мяса, в том числе по 18 центнеров свинины. Надой молока на фуражную корову достиг 4250 килограммов. План сдачи и продажи государству мяса был выполнен на 227 процентов, молока — на 450 процентов. Был выращен также высокий урожай пшеницы, кукурузы, подсолнечника, сахарной свёклы, винограда, табака. Денежный доход колхоза превысил 5 миллионов рублей.
Указом Президиума Верховного Совета СССР от 15 февраля 1957 года за выдающиеся успехи, достигнутые в деле подъёма всех отраслей сельского хозяйства, широкое применение достижений науки и передового опыта в сельскохозяйственном производстве, получение высоких урожаев сельскохозяйственных культур и повышение продуктивности общественного животноводства Тофану Ефиму Исидоровичу присвоено звание Героя Социалистического Труда с вручением ордена Ленина и золотой медали «Серп и Молот».
Продолжал успешно руководить колхозом имени Ворошилова ещё 12 лет, за успехи в производстве сельхозпродукции награждён в 1966 году орденом Трудового Красного Знамени. Принимал участие в работе Выставки достижений народного хозяйства (ВДНХ) СССР, где отмечался медалями Главного выставочного комитета.
С 1969 по февраль 1971 года работал председателем колхоза «Зориле» Резинского района Молдавской ССР, пока не оставил работу по болезни.
Избирался депутатом Верховного Совета Молдавской ССР 5-го созыва (1959—1963), Флорештского районного Совета депутатов трудящихся, членом Флорештского райкома Компартии Молдавии. Делегат IX (1960), X (1961), XI (1963), XII (1966) съездов Компартии Молдавии.
Жил в Резинском районе (Молдавия). Умер 30 марта 1971 года.

## Награды
- Золотая медаль «Серп и Молот»(15.02.1957)
- Орден Ленина (15.02.1957)
- Орден Трудового Красного Знамени (23.06.1966)
- Медаль «В ознаменование 100-летия со дня рождения Владимира Ильича Ленина» (6 апреля 1970)
- Медаль «За трудовое отличие» (11.10.1949)
- Медаль «За доблестный труд в Великой Отечественной войне 1941—1945 гг.»(06.06.1945)
- Медаль «Ветеран труда»
- медалями ВДНХ СССР:

## Память
- На могиле установлен надгробный памятник